# ريمو هانت
ريمو هانت (5 نوفمبر 1985 في إستونيا - ) هو لاعب كرة قدم إستوني في مركز الهجوم. شارك مع منتخب إستونيا لكرة القدم. أما مع النوادي، فقد لعب مع ليفاديا تالين وFC M.C. Tallinn ‏ وJK Kaitseliit Kalev ‏ وJK Tallinna Kalev ‏ وFC Kaisar ‏.

## وصلات خارجية
- ريمو هانت على موقع الاتحاد الأوربي (الإنجليزية)
- ريمو هانت على موقع اتحاد إستونيا (الإنجليزية)
- ريمو هانت على موقع قاعدة بيانات كرة القدم.إي يو (الإنجليزية)
- ريمو هانت على موقع ناشيونال فوتبول تيمز (الإنجليزية)
- ريمو هانت على موقع Soccerway.com (الإنجليزية)
- ريمو هانت على موقع عالم كرة القدم.نت (الإنجليزية)